# Eutomopepla fulgorifera
Eutomopepla fulgorifera là một loài bướm đêm trong họ Geometridae.